# عیسی ابو-موسی
عیسی ابو-موسی (به انگلیسی: Esayi Abu-Musa) (در منابع عربی: عیسی بن استیفانوس یک شاهزاده ارمنی) از جنوب آرتساخ بود که در میانه قرن نهم بر بخش قابل توجهی از اران (در منابع ارمنی Ałuankʻ نامیده می‌شود) فرمانروایی می‌کرد و همچنین به عنوان بنیانگذار امارت دیزک شناخته می‌شود.

## نام و ریشه
ابوموسی در زبان عربی به معنای «پدر موسی» (موسی) است، در منابع ارمنی وی «پسر کشیش» ملقب شده است. منابع عربی همچنین او را عیسی بن یوسف (پسر هوسپ) یا عیسی بن اخت استیفانوس (برادرزاده استپانوس) می‌نامند که این مورد اشاره به عموی مادری اش استپانوس ابلاسد است که به گفته مورخ آراکل باباخانیان از مهرانی‌ها بود. پس از قتل عیسایی ابوموسی در سال ۸۳۱، فیوها جانشین وی شدند. آراکل آسایی ابوموسه را یکی از اعضای خاندان محلی آران آرانشاهیک معرفی می‌کند.

## سلطنت
جانشینی عیسی در حدود ۸۴۱ انجام شد و ۱۳ سال در قدرت ماند. بیشتر قلمروهای او شامل کانتون‌های آرتساخ می‌شد که قبلاً مقاومت شدیدی در برابر بابک خرمدین ارائه کرده بودند. مقر عیسی کتیش (دوغ) و سنگر مهم دیگر گوروز بود. ویرانه‌های این قلعه امروزه در نزدیکی روستاهای تومی و طوق در منطقه مورد مناقشه قره باغ کوهستانی قرار دارد.
مورخ ارمنی مووسس کاغانکاتواتسی که عیسی ابوعیسی را «مردی صلح طلب» توصیف می‌کند، می‌نویسد که وی بر کانتون‌های زیر حکومت می‌کرد:
- ورین-وایکونیک، بردزور، سیساکان - کانتون‌های غربی آرتساخ که از غرب با سیونیک هم‌مرز هستند.
- هابند، آماراس، پازکانک، مخنک - کانتون‌های جنوبی آرتساخ که از جنوب با رود اراکس هم‌مرز هستند.
- تری گاور - کانتون جنوب شرقی اوتیک که از شمال شرقی با رودخانه کور هم‌مرز است.

## مقاومت در کتیش
در سال ۸۵۴، دیزک توسط ارتش عباسی به فرماندهی بوغا الکبیر الشرابی، که قبلاً شاهزادگان آترنرسه از خاچن، کتریج از گردمان و کن استپانوس سووردیاتس از اوتیک را به اسارت گرفته بود، مورد حمله قرار گرفت. عیسی در قلعه خود در کتیش محاصره شد، اما در ۲۸ جنگ پیروز ماند. به گفته توما آرسرونی مورخ، سپاه عباسیان ۲۰۰۰۰۰ نفر نیرو داشت. او مقاومت قهرمانانه عیسی را در برابر هجوم بوغالکبیر به کتیش توصیف کرد. مشق باگراتونی (پسر سمبات اسپاراپت که مجبور به پیوستن به سپاه عباسی شد) در این نبرد شعری خواند و آن را با آمدن دوم مسیح مقایسه کرد.
مقاومت کتیش بیش از یک سال دوام آورد. عیسی در اعتراض به این حمله به خلیفه نامه نوشت و پس از دریافت ضمانت عبور امن از وی، برای گفتگوی صلح به بوغه رفت. با این حال بوغا او را خیانتکارانه دستگیر کرد. در سال ۸۵۵، آسایی ابوموسه به همراه وی تمامی شاهزادگان ارمنستان که توسط بوغا اسیر شده بودند، به سامرا در بین‌النهرین تبعید شدند.

## فرزندان
- ۱. عیسی ابوموسی
- ۱٫۱ موزز موسی
- ۱٫۱٫۱ شاه گاگیک دیزک
- ۱٫۱٫۲ پرنسس سوفی
- ۱٫۱٫۳ لرد واچگان گوروز (واشاقان بن موسی در منابع عربی)

شاهزاده سوفی یک کتیبه ارمنی در «کلیسای سرخ» تومی به جای گذاشته است که قدمت آن به سال ۱۰۰۰ بازمی‌گردد و در حال حاضر در موزه دولتی آرتساخ نگهداری می‌شود.